# Die Mädchen von Rochefort
Die Mädchen von Rochefort (Original: Les Demoiselles de Rochefort) ist ein französisches Filmmusical aus dem Jahr 1967. 

## Handlung
Delphine und Solange sind Zwillingsschwestern, die in Rochefort leben. Delphine ist Tanzlehrerin und Solange unterrichtet Klavier. In Rochefort leben außerdem der junge Dichter und Maler Maxence, der hier seinen Militärdienst ableistet, und der Pariser Kaufmann Simon Dame, der nach Rochefort gekommen ist, weil er sich hier zehn Jahre zuvor verliebt hat. Seine einstige Liebe Yvonne, die ihn nicht geheiratet hat, weil sie nicht Madame Dame heißen wollte, ist die Mutter von Delphine und Solange. Simon und Yvonne wissen nicht voneinander, dass sie in Rochefort weilen.
Bei ihrem Liebhaber, dem Kunsthändler Guillaume, entdeckt Delphine ein Porträt, das ihr selbst frappierend ähnelt. Es sei das „Idéal féminin“ eines jungen Malers, der bereits abgereist ist. Tatsächlich weilt der junge Mann, Maxence, weiterhin in Rochefort, auf der Suche nach der realen Vorlage seines Fantasieporträts. Obwohl er oft in Yvonnes Bistro kommt, verpasst er Delphine jedes Mal knapp.
Ein Frauenmörder geht um in Rochefort. Jetzt ist es die alte Tänzerin Lola-Lola, die er zerstückelt hat. Am Schauplatz des Verbrechens wischt die Polizei – natürlich singend – das Blut vom Bürgersteig. Hier begegnen sich Maxence und Delphines Schwester Solange. In einem Reigen begegnen alle Hauptfiguren sich nacheinander, doch die Liebespaare verpassen sich. Solange begegnet kurz dem amerikanischen Komponisten Andy, der wiederum seinen alten Freund Simon Dame besucht. Die Begegnung zwischen Solange und Andy wird zur „Liebe auf den ersten Blick“.
Die jungen Fernfahrer Bill und Étienne, die auf dem Karneval eine Werbeshow für Motorräder veranstalten wollen, verlieren ihre beiden Tänzerinnen Judith und Esther. Die Frauen ziehen mit zwei Seemännern weiter. Bill und Étienne überreden Delphine und Solange, die beiden zu vertreten und mit ihnen nach Paris zu reisen. Am Abend erfahren Yvonne, Solange und Delphine, dass der gute Familienfreund Subtil Dutrouz die Tänzerin Lola-Lola aus verschmähter Liebe zerstückelt hat. Yvonnes Kellnerin erwähnt, dass er ihre einzelnen Körperteile immerhin nummeriert hat.
Am Tag der Abreise trifft Solange auf Andy und als Yvonne erfährt, dass anstelle Solange nun ein gewisser Simon Dame ihren kleinen Sohn Boubou von der Schule abholen soll, eilt sie dorthin. Die einstigen Liebenden sind vereint – nur Delphine und Maxence verpassen sich ein ums andere Mal. Delphine bricht endgültig mit Guillaume und kündigt an, nach Maxence in Paris suchen zu wollen.
Solange bleibt bei Andy, Yvonne wird Madame Dame – und Delphine setzt sich mit Kellnerin Josette zu Bill und Étienne ins Auto nach Paris. Auf der Autobahn hält der Wagen für einen Tramper. Bevor sich der Tramper, es ist Maxence, und Delphine begegnen, färbt sich die Leinwand blau.

## Hintergrund

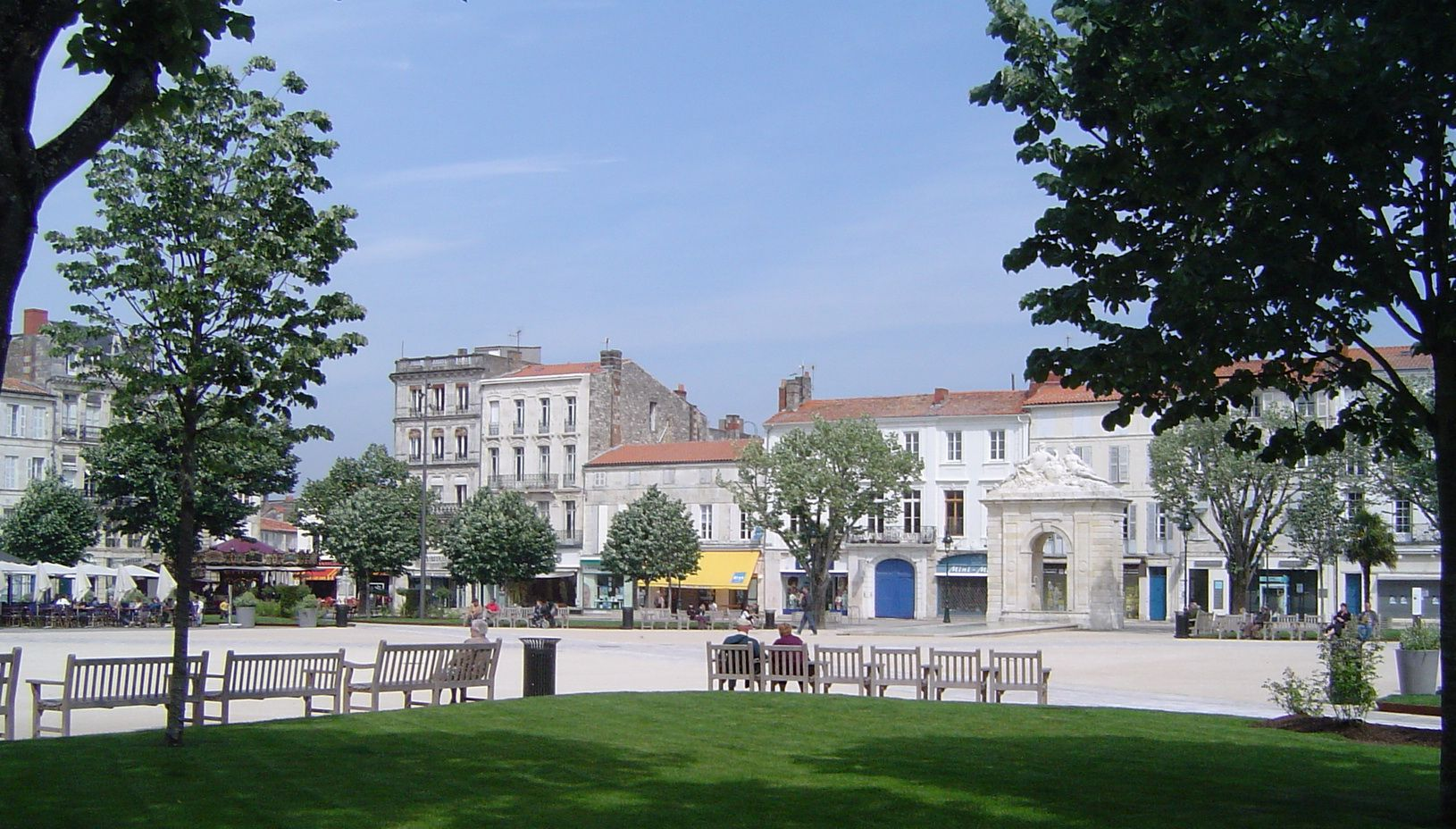
Der Place Colbert (hier 2007) in Rochefort ist im Film Schauplatz des Jahrmarktes

Um den Film in der geplanten Farbdramaturgie leuchten zu lassen, wurden 40.000 Quadratmeter Häuserfassaden am Colbert Platz und in den angrenzenden Straßen in einem strahlenden Weiß, mit Akzenten in Hellblau, Rosa, Türkis und Gelb neu gestrichen. Die Kostüme von Jacqueline Moreau sind ebenfalls vorwiegend in diesen Farbtönen gehalten. Entsprechend war Die Mädchen von Rochefort der bisher aufwendigste Film von Demy. Der Aufwand war möglich, da neben seiner bereits vertrauten Produzentin Meg Bodard die US-amerikanische Produktionsfirma Seven Arts in das Projekt eingestiegen war. Diese sorgten für eine Erhöhung des Budgets sowie die Verpflichtung der von Demy verehrten Musicalfilm-Legende Gene Kelly.
Nach Lola, das Mädchen aus dem Hafen (1961) und Die Regenschirme von Cherbourg (1964) gilt dieser Film als letzter Teil einer „Romantischen Trilogie“ des Regisseurs. Alle drei Filme spielen in französischen Hafenstädten, haben die Liebeswirren normaler Menschen zum Thema und weisen untereinander Bezüge auf (so ist eine Tänzerin namens Lola die Hauptfigur des ersten Filmes, hier wird eine Tänzerin Lola zum Mordopfer).
Jacques Demy äußerte sich später über seinem Film:
„Im Musical habe ich die größte Befriedigung für all meine Aspirationen gefunden. Sie sind an dem Tag erfüllt worden, als ich Les Demoiselles de Rochefort gedreht habe. Da war ich vollständig glücklich. Ich habe alles mit reingebracht, was ich liebe: Es ist die Rede von Malerei, es gibt Poesie, Chansons, Tanz, Literatur und Kino.“
Alle Hauptdarsteller (mit Ausnahme von Danielle Darrieux) wurden für die Gesangsszenen synchronisiert. Für die Choreografien war Norman Maen verantwortlich, das Szenenbild entwarf Bernard Evein, die Kostüme entwarfen Jacqueline Moreau und Marie-Claude Fouquet.

## Kritiken
„Stilisierte Farben, Musik und Tanz-Bewegungen verdichten sich zur schwung- und liebevollen Hommage auf das amerikanische Film-Musical, das sich vor allem durch die zärtliche Zuneigung zu den Personen auszeichnet. Romantik und illusionäres Spiel verbinden sich zu einer im positiven Sinn naiven Reflexion über das Glücksbedürfnis der Menschen.“

Camille Taboulay schreibt, dass alle Figuren einander leichthin umkreisen würden: „Ein wunderbares Ballett von verpassten Begegnungen und eine köstliche Mahlzeit ganz aus ziselierten Alexandrinern. Doch aus den Seiten einer Zeitung, die singend gelesen wird, kommt der bedrohliche Widerhall einer Welt, in der es immer Kriege und vermischte Nachrichten gibt.“

## Auszeichnungen
Der Film erhielt 1969 eine Oscar-Nominierung für die Beste Musik.